# 福生市立福生第四小学校
福生市立福生第四小学校（ふっさしりつ ふっさだいよんしょうがっこう）は、東京都福生市大字福生にある公立小学校。

## 概要

### 教育目標
人権教育の精神を基調として、生涯にわたって生きる力を培うため、基礎的な知識や技能を習得させ、これらを活用して思考力・判断力・表現力を養い、新たな課題を解決していける児童の育成を目指して、次のように本校の教育目標を定めます。
1. 進んで学ぶ子
2. 思いやりのある子
3. 体をきたえてがんばる子[1]

## 沿革
- 1957年（昭和32年）4月 - 校舎を新築し、福生第一小学校分校として開校[2]
- 1959年（昭和34年）4月 - 福生第四小学校として独立
- 1968年（昭和43年） - 鉄筋防音校舎完成[2]。

## 通学区域
- 【自治会名[3]】永田（市道田園第7号線以北）、長沢、加美[4]
- 福生第一小学校、福生第六小学校とともに、福生第二中学校の通学区域を構成する[5]。

## 交通アクセス
- 青梅線福生駅下車　西口から徒歩10分[6]